# Lycée Albert-de-Mun
Pour les articles homonymes, voir ADM.
L'Ensemble Scolaire  Albert-de-Mun, ou « ADM », est un établissement privé d’enseignement catholique sous contrat situé à Nogent-sur-Marne, dans le Val-de-Marne, homonyme d'un lycée professionnel parisien.

## Historique
L’établissement fut inauguré en 1920. Il porte le nom du comte Albert de Mun (1841-1914), militaire, homme politique, académicien, et fondateur des Cercles catholiques d’ouvriers.

## Organisation de l’établissement
En 2017, l’établissement compte plus de 2 000 élèves et 150 enseignants.[réf. souhaitée] L'établissement accueille 3 bâtiments pour les salles de classe, une salle de musique, une salle de technologie ainsi qu'une salle d'art plastique. Deux centres de documentation informatisés sont à la disposition des élèves, respectivement un pour le collège et l'autre pour le lycée.

### Classes
Cet établissement comprend 70 classes :
- trois classes de maternelle ;
- une école primaire : trois classes en CP, trois en CE1, trois en CE2, trois en CM1 et trois en CM2 ;
- un collège  de 32 classes : 8 classes en sixième, 8 classes en cinquième, 8 classes en quatrième et 8 classes en troisième ; Directrice adjointe : S. Fosset
- un lycée général de 19 classes : 7 classes de  2nde, 6 classes de 1ère, 6 classes de Terminale. Directrice adjointe : M. Tardi

### Résultats scolaires
Depuis 2006, 100 % des élèves qui ont passé le baccalauréat ont été reçus,,.
En 2012, dans le classement du magazine L’Express, l’établissement est classé no 1 des 42 établissements du département et no 9 au niveau national.

### Statut et direction
L’ensemble scolaire privé mixte Albert de Mun, sous contrat avec l’État, est un établissement catholique diocésain d'enseignement général dont la direction est laïque. Le chef d’établissement est nommé par l’évêque de Créteil et dépend administrativement du recteur de l’académie de Créteil. Les cérémonies religieuses sont obligatoires pour les niveaux de sixième et de cinquième. Les chefs d’Établissement actuels sont : Mme Drouet (2nd degré et coordonnateur) et Mme Debondue (1er degré)

### Fête annuelle
L'établissement organise chaque année une fête nommée "ADM en fête" qui est aussi une vente de charité.

### Installations
L'établissement dispose de 3 bâtiments distincts dédiés au cours. L'un d'eux offre, sur 4 niveaux, de nombreuses salles de travaux pratiques (TP) aussi bien de physique-chimie que de Science de la Vie et de la Terre (SVT). D'autre part, une ancienne chapelle réhabilitée fait désormais office de centre de documentation et d'information (CDI).
L'établissement dispose, dans sa cour, d'une vieille bâtisse dans laquelle on peut trouver l'infirmerie. Celui-ci possède également un gymnase situé dans son enceinte.

## Patrimoine culturel
Le bâtiment situé 31 avenue de la Belle-Gabrielle, appelé Fondation Albert de Mun, construit à la fin du XIXe siècle est intégré dans l’inventaire général du patrimoine culturel de la France depuis le 16 février 1989.
Au sein du bâtiment situé 14 avenue des Marronniers se trouve la chapelle Notre-Dame-du-Sacré-Cœur. À l’intérieur de cette chapelle, le grand orgue, 2 claviers et 17 registres, a été construit et installé par le facteur d'orgue nantais Beuchet-Debierre. C’est au début des années 1960 que la direction engage un important projet d’extension de l’école — nouvelles classes, gymnase et surtout une nouvelle chapelle pouvant accueillir 1200 fidèles (l’ancienne chapelle construite en 1928 sert maintenant de centre de documentation) ; l’architecte Pierre Debaecker (un ancien de l’école) place la chapelle au-dessus du gymnase avec orientation vers l’ouest, face au bois de Vincennes (qui forme un mur végétal), le chœur occupant toute largeur, visible de tous conformément à la liturgie du concile Vatican II .
Les archives de l’établissement contiennent des documents d’Albert de Mun.
Dans les années 1946-1947 et 1951-1952, le cinéaste russe Ladislas Starewitch a réalisé des séries de petits films au sein de l’établissement.

## Localisation
Les bâtiments sont implantés en bordure du bois de Vincennes sur un terrain d’un hectare, de l’avenue des Marronniers à l’avenue de la Belle-Gabrielle dont le milieu de la chaussée sert de limite au bois de Vincennes (rattaché depuis 1929 au 12e arrondissement de Paris) et à Nogent-sur-Marne.
L'établissement est accessible par la gare de Nogent-sur-Marne desservie par les trains de la ligne A du RER parcourant la branche A2 de Boissy-Saint-Léger. Il est également desservi par quatre lignes de bus (114, 113, 120 et 210).

## Association des anciens élèves
Une association amicale permet d’entretenir les contacts entre les anciens élèves. Parmi ces anciens élèves, on relève :
- Jean-Pierre Desthuilliers (né en 1939), écrivain
- Jean Audouze (né en 1940), astrophysicien[13]
- François Audouze, son frère, industriel, collectionneur de vins rares et dégustateur de renommée mondiale
- Bertrand Maréchaux (né en 1951), haut fonctionnaire et préfet[14]
- Nicolas Desforges (né en 1955), préfet[15]
- Pierre Pincemaille (1956-2018), musicien et organiste
- Fabrice Éboué (né en 1977) acteur et humoriste
- Gilles Simon (né en 1984), joueur de tennis professionnel
- Rémi Bonfils (né en 1988), joueur de rugby professionnel et entraîneur